# Aeroport de Kangerlussuaq
L'Aeroport de Kangerlussuaq (en groenlandès:Mittarfik Kangerlussuaq en danès:Søndre Strømfjord Lufthavn, és un aeroport de Kangerlussuaq, un assentament a la municipalitat de Qeqqata del centre-oest de Groenlàndia. És un dels dos aeroports civils de Groenlàndia amb prou capacitat per gestionar grans avions comercials. És el hub internacional per la companyia Air Greenland.

## Història
De primer es va construir per l'exèrcit dels Estats Units l'any 1941 sota el nom de Bluie West-8, més tard es va rebatejar com Sondrestromfjord Air Base i Sondrestrom Air Base. En la dècada dels anys 1950 els vols transatlàntics civils hi recarregaven combustible.
L'aeroport va passar al control civil el 1992.

## Companyies aèries i destinacions
Air Greenland, Aasiaat, Copenhaguen, Ilulissat, Maniitsoq, Narsarsuaq, Nerlerit Inaat, Nuuk, Sisimiut
Hi ha accés a diversos camps de recerca científica al casquet glaciar de Groenlàndia, incloent el camp danès North GRIP i l'estatunidenc Summit Camp.

## Equipaments
La terminal està oberta les 24 hores durant l'estiu. Hi ha l'Hotel Kangerlussuaq amb 70 habitacions. Hi ha també un night-club i un bar d'autoservei.